# Deutschland Flora
Deutschland Flora (abreviado Deutschl. Fl.) es un libro ilustrado con descripciones botánicas que fue escrito  por el botánico germano-ruso Georg Franz Hoffmann. Fue publicado en Erlangen en el año 1796 con el nombre de Deutschlands Flora oder Botanisches Taschenbuch für das Jahr 1795. Cryptogamie. 